# Héctor Zelada
Héctor Miguel Zelada Bercoqui (Maciel, 30 de abril de 1957) é um ex-futebolista argentino que jogava como goleiro.

## Carreira em clubes
Conhecido por El Cabezón ou El Petiso, Zelada iniciou sua carreira profissional em 1976, no Rosario Central, onde jogou 92 partidas. Atingiu a fama ao se transferir em 1980 para o América do Méxicp, onde foi considerado um dos maiores goleiros da história dos Cremas, atuando em 294 partidas e conquistando 6 títulos (entre eles, 3 Campeonatos Mexicanos e uma Liga dos Campeões da CONCACAF, em 1987).
Encerrou a carreira em 1990, no Atlante.

## Seleção Argentina
Apesar de não ter disputado uma única partida pela Seleção Argentina, foi convocado pelo técnico Carlos Bilardo para ser um dos tês goleiros argentinos na Copa de 1986, no México. Sua convocação causou surpresa, uma vez que Zelada não pensava em defender a Albiceleste; Julio César Falcioni, do América de Cali, era o favorito para a vaga de segundo reserva de Nery Pumpido, enquanto Ubaldo Fillol, campeão mundial em 1978 e que também atuou em 1982, também foi preterido. Ao saber da convocação, a revista esportiva El Gráfico publicou na capa o título: "¿Quien es Zelada?" ("Quem é Zelada?").
Não tendo saído do banco de reservas, El Cabezón é um dos 4 jogadores que foram convocados para algum torneio sem jogar nenhuma vez pela Argentina, juntamente com Fabián Cancelarich, Ángel Comizzo (ambos da Copa de 1990) e Norberto Scoponi, convocado para a edição de 1994.

## Titulos
América-MEX
- Primera División de México 1983–84, 1984–85, Prode-85
- Campeón del Campeones: 1988, 1989
- Liga dos Campeões da CONCACAF: 1987

Argentina
- Copa do Mundo: 1986

### Individuais
- Balón de Oro: 1983–84